# Aragwi
Aragwi – rzeka we wschodniej Gruzji, lewy dopływ Kury.
Powstaje z połączenia potoków Biała Aragwi i Czarna Aragwi. Długość rzeki wynosi 112 km, powierzchnia dorzecza 2724 km². Wzdłuż jej doliny przebiega Gruzińska Droga Wojenna. W latach 1974–1985 rzekę przegrodzono zaporą tworząc sztuczny Zbiornik Żinwalski i budując na spiętrzeniu elektrownię wodną (dwie turbiny, łączna moc 130 MW). Na zachodnim brzegu zbiornika wznosi się zabytkowa twierdza Ananuri. U ujścia Aragwi do Kury położone jest miasto Mccheta – dawna stolica Kartlii.